# Nitsche
Nitsche ist ein deutscher Familienname.

## Namensträger
- Andreas Nitsche (1731–1795), sorbischer Reisender und Gelehrter
- Bernhard Nitsche (* 1963), deutscher römisch-katholischer Theologe und Philosoph
- Christian Nitsche (* 1971), deutscher Journalist, Chefredakteur des Bayerischen Rundfunks
- Dominik Nitsche (* 1990), deutscher Pokerspieler
- Eduard von Nitsche (1825–1903), preußischer Generalleutnant
- Erik Nitsche (1908–1998), Schweizer Grafiker und Designer
- Francisco Nitsche (1930–2018), chilenischer Fußballspieler
- Frank Nitsche (Maler) (* 1964), deutscher Maler
- Frank Nitsche (Fußballspieler) (* 1964), deutscher Fußballspieler
- Gerald Kurdoğlu Nitsche (* 1941), österreichischer Künstler
- Gunter Nitsche (* 1944), österreichischer Rechtswissenschaftler
- Gustav Nitsche (1892–1966), deutscher Politiker (KPD)
- Hana Nitsche (* 1985), deutsches Fotomodell und Mannequin
- Hans Nitsche (1893–1962), deutscher Landespolitiker (SPD)
- Hans von Nitsche (1855–1927), preußischer Generalmajor
- Heinrich Bernhard Nitsche (1861–1942), höherer sächsischer Staatsbeamter
- Hinrich Nitsche (1845–1902), deutscher Zoologe
- Joachim Nitsche (1926–1996), deutscher Mathematiker
- Johannes Nitsche (1925–2006), deutschamerikanischer Mathematiker
- Julius Nitsche (Genealoge) (1849–1929), deutscher Genealoge und Heimatforscher
- Julius Nitsche (Künstler) (1882–1965), deutscher Maler, Grafiker, Architekt und Schriftsteller
- Jürgen Nitsche (* 1958), deutscher Historiker und Autor
- Karl Nitsche (1908–1970), deutscher Ingenieur und Hochschullehrer
- Katrin Rehak-Nitsche (* 1978), deutsche Politikerin (SPD), MdL
- Kerstin Nitsche (* 1963), deutsche Juristin und Richterin
- Louis Nitsche (* 1992), deutscher Schauspieler
- Manfred Nitsche (1938–2024), deutscher Maler und Grafiker
- Michael Nitsche (1961–2024), deutscher Künstler
- Paco-Luca Nitsche (* 1984), deutscher Schauspieler
- Paul Nitsche (1876–1948), deutscher Psychiater, Anstaltsleiter und Erbgesundheitsrichter
- Paul Nitsche (Brillenfabrikant) (1852–1919), deutscher Brillenfabrikant
- Peter Nitsche (1933–2018), deutscher Historiker
- Robert Lehmann-Nitsche (1872–1938), deutscher Ethnologe
- Rosel Nitsche (* 1950), deutsche Ruderin (DDR)
- Rudolf Nitsche (1922–1996), deutscher Physikochemiker, Kristallograph und Hochschullehrer
- Stefan Ark Nitsche (* 1955), deutscher lutherischer Theologe
- Thomas Nitsche (* 1953), deutscher Softwareentwickler und Unternehmer
- Torsten Nitsche (* 1977), deutscher Radrennfahrer
- Veronika Nitsche (* 1971), österreichische Politikerin (Grüne)
- Walter Nitsche (1900–1969), deutscher Landespolitiker (SPD)
- Wolfgang Nitsche (* 1925), deutscher Fußballspieler